# 1810 en photographie
| Années de la photographie : 1807 - 1808 - 1809 - 1810 - 1811 - 1812 - 1813    |
| Décennies de la photographie : 1780 - 1790 - 1800 - 1810 - 1820 - 1830 - 1840 |

Cet article présente les faits marquants de l'année 1810 en photographie.

## Naissances
- 12 janvier : John Dillwyn Llewelyn, botaniste et photographe britannique, mort le 24 août 1882.
- 21 juillet : Henri Victor Regnault, chimiste français, photographe, un des fondateurs et le premier président de la Société française de photographie, mort le 19 janvier 1878.
- 15 septembre : Ferdinand Joubert, graveur et photographe français, mort le 17 novembre 1884.
- 3 octobre : Louis-Rémy Robert, peintre, administrateur de la manufacture de Sèvres et photographe français, mort le 13 janvier 1882.
- 6 octobre : Emilie Bieber, photographe allemande, morte le 5 mai 1884.
- 8 novembre : Amélie Guillot-Saguez, peintre et photographe française, morte le 7 mars 1864.
- 28 novembre : 
  - Carl Durheim, lithographe et photographe suisse, mort le 9 août 1884.
  - Pierre-Ambroise Richebourg, photographe français, mort le 25 décembre 1875.
- 1er décembre : Camille Dolard, peintre et photographe français, mort le 7 mars 1864.
- Date précise non renseignée ou inconnue :
  - Fílippos Margarítis, photographe grec, mort le 1er avril 1892.